# Selección de fútbol sub-20 de Serbia
La selección de fútbol sub-20 de Serbia es el equipo que representa al país en el Mundial Sub-20 y en la Eurocopa Sub-19, y es controlada por la Asociación de Fútbol de Serbia. Ganó el Mundial Sub-20 de 2015 tras vencer a Brasil por 2 a 1 en tiempo suplementario.
Fue creada en el año 2006 y es el sucesor de Serbia y Montenegro (2003-06), que a su vez era el sucesor de Yugoslavia (desaparecida en el 2002).

## Palmarés
- Copa Mundial de Fútbol Sub-20 : 
  -  Campeón : 2015
- Eurocopa Sub-19 : 
  -  Campeón : 2013
  -  Tercero : 2009, 2011, 2014

## Estadísticas

### Eurocopa Sub-19
| 2007  | Fase de grupos | 3            | 1            | 0            | 2            | 10           | 10           |              |             |
| 2008  | No clasificó   | No clasificó | No clasificó | No clasificó | No clasificó | No clasificó | No clasificó |              |             |
| 2009  | Semifinal      | 4            | 2            | 1            | 1            | 5            | 5            |              |             |
| 2010  | No clasificó   | No clasificó | No clasificó | No clasificó | No clasificó | No clasificó | No clasificó |              |             |
| 2011  | Semifinal      | 4            | 1            | 1            | 2            | 5            | 9            |              |             |
| 2012  | Fase de grupos | 3            | 0            | 0            | 3            | 1            | 8            |              |             |
| 2013  | Campeón        | 5            | 3            | 2            | 0            | 7            | 4            |              |             |
| 2014  | Semifinal      | 4            | 1            | 3            | 0            | 4            | 3            |              |             |
| 2015  | No clasificó   | No clasificó | No clasificó | No clasificó | No clasificó | No clasificó | No clasificó |              |             |
| 2016  | No clasificó   | No clasificó | No clasificó | No clasificó | No clasificó | No clasificó | No clasificó |              |             |
| 2017  | No clasificó   | No clasificó | No clasificó | No clasificó | No clasificó | No clasificó | No clasificó |              |             |
| 2018  | No clasificó   | No clasificó | No clasificó | No clasificó | No clasificó | No clasificó | No clasificó |              |             |
| 2019  | No clasificó   | No clasificó | No clasificó | No clasificó | No clasificó | No clasificó | No clasificó |              |             |
| 2020  | Cancelado      | Cancelado    | Cancelado    | Cancelado    | Cancelado    | Cancelado    | Cancelado    | Cancelado    |             |
| 2021  | Cancelado      | Cancelado    | Cancelado    | Cancelado    | Cancelado    | Cancelado    | Cancelado    | Cancelado    |             |
| 2022  | Fase de grupos | 3            | 0            | 1            | 2            | 4            | 9            |              |             |
| 2023  | No clasificó   | No clasificó | No clasificó | No clasificó | No clasificó | No clasificó | No clasificó | No clasificó |             |
| 2024  | No clasificó   | No clasificó | No clasificó | No clasificó | No clasificó | No clasificó | No clasificó | No clasificó |             |
| 2025  | Por definir    | Por definir  | Por definir  | Por definir  | Por definir  | Por definir  | Por definir  | Por definir  | Por definir |
| Total | 7/14           | 26           | 8            | 8            | 10           | 36           | 48           |              |             |

### Mundial Sub-20
| Año   | Resultado    | J            | G            | E1           | P            | GF           | GC           |
| ----- | ------------ | ------------ | ------------ | ------------ | ------------ | ------------ | ------------ |
| 2007  | No clasificó | No clasificó | No clasificó | No clasificó | No clasificó | No clasificó | No clasificó |
| 2009  | No clasificó | No clasificó | No clasificó | No clasificó | No clasificó | No clasificó | No clasificó |
| 2011  | No clasificó | No clasificó | No clasificó | No clasificó | No clasificó | No clasificó | No clasificó |
| 2013  | No clasificó | No clasificó | No clasificó | No clasificó | No clasificó | No clasificó | No clasificó |
| 2015  | Campeón      | 7            | 5            | 1            | 1            | 10           | 4            |
| 2017  | No clasificó | No clasificó | No clasificó | No clasificó | No clasificó | No clasificó | No clasificó |
| 2019  | No clasificó | No clasificó | No clasificó | No clasificó | No clasificó | No clasificó | No clasificó |
| 2023  | No clasificó | No clasificó | No clasificó | No clasificó | No clasificó | No clasificó | No clasificó |
| 2025  | No clasificó | No clasificó | No clasificó | No clasificó | No clasificó | No clasificó | No clasificó |
| Total | 1/9          | 7            | 5            | 1            | 1            | 10           | 4            |

1- Los empates incluyen los partidos que se definieron por penales.